# Romersk spådomskonst
Liksom så många andra civilisationer strävade den romerska efter att förutsäga framtiden.   För romarna stod framtiden att läsa i naturen.   Framtiden kunde läsas i Jupiters blixtar, i fåglarnas flykt, i offerdjurens inälvor, liksom på en oändlig mängd andra platser. 

## Augurer
Skådandet efter tecknen och tolkandet av dem låg i händerna på augurernas prästkollegium vars status var lika hög som pontifices och vars råd ständigt togs i beaktande av deras medsenatorer. Augurernas vetenskap var i grunden en empirisk sådan, man såg tillbaka till tidigare tillfällen samma tecken visat sig, man diskuterade prejudikat och man drog paralleller. Till skillnad från Roms övriga prästkollegier var augurerna alltså i viss utsträckning religiösa experter. Visserligen var många av dem vanliga politiker och såg sitt ämbete som ett led i sin allmänna karriär i statens tjänst men samtidigt var de tvungna att besitta betydande kunskap för att kunna utöva det.

## Auspicium
Augurernas vanligaste metod var skådandet av fåglarnas beteende, auspicium. Dessa tecken tog man exempelvis inför tillsättandet av viktiga ämbeten då man snarast letade efter goda tecken. Det mest betydelsefulla exemplet på detta handlar emellertid inte om någon enskild person utan om hela den romerska staten. Vid dess grundande berättas det nämligen att man sett tolv stycken korpar flyga över platsen. Hade detta skett vid en människas födelse hade antalet korpar ansetts förebåda hur många decennier personen skulle få leva. Rom överlevde dock som bekant mer än 120 år vilket ledde teckentydarna till slutsatsen att det i Roms fall, tack vare gudarnas speciella nåd, inte var frågan om tolv decennier utan om tolv sekler. Enligt traditionen grundades Rom år 753 f.Kr. (en tidpunkt som troligtvis stämmer på ett ungefär) och skulle således gå under år 447 e.Kr.

## Boktolkning
Ännu en metod att förutsäga framtiden fick romarna mer direkt från gudarna genom de sibyllinska böckerna. Dessa antas ha uppenbarats för en spåkvinna med den klassiska beteckningen ”sibyllan” som sålde dem till Tarquinius Superbus, den siste kungen av Rom. Sedan denna tidpunkt stod böckerna under uppsikt av ett särskilt prästerskap som betecknades efter sitt medlemsantal (under senrepubliken var de femton stycken och kallades följaktligen quindecimviri sacris faciundis). Utsagor från quindeciumvirerna och deras böcker tycks ha fyllt en viktig funktion i den romerska statsreligionen då de konsulterades vid införandet av nya kulter. Genom hänvisningar till de sibylliska böckerna kunde man hävda att de nya kulterna accepterats av Roms gudar och kunde därmed inordna dem i det romerska systemet.

## Övriga metoder
Vid sidan av augurium och auspicium använde sig romarna också av ett antal främmande spådomsmetoder. Med tiden kom både astrologi och nekromantik att få sin plats i den romerska staten men först av de främmande inslagen var haruspicium, den etruskiska vetenskapen. Haruspices, utövarna av haruspicium fanns i Rom ände sedan kungatiden men var alltid etrusker och använde sig av etruskiska ord och begrepp. För att förutspå framtiden använde det sig av en synnerligen komplicerad metod att analysera offerdjurens inälvor. Denna metod ansågs till skillnad från augurernas inte ha någon empirisk grund utan en uppenbarad. Uppenbarelsen förmedlades i en grupp heliga skrifter som i forntiden dikterats av ett gudasänt barn vid namn Tages. Liksom de sibyllinska spådomarna byggde haruspicium alltså på en helig text något som utanför den romerska världen är synnerligen ovanligt i polyteistiska religioner. I och med denna unika karaktär och möjligheten att få personliga svar rönte denna metod med tiden allt större framgångar på bekostnad av de inhemska metoderna.

## Den teologiska debatten
Som ett direkt resultat av tron på framtidens förutsägbarhet följer diskussionen kring hur detta är möjligt.   Det enklaste och mest uppenbara svaret är att gudarna talar om för människorna hur framtiden kommer att gestalta sig.  Detta svar är emellertid inte tillräckligt, eftersom det föder frågan om hur gudarna kan veta.   Är framtiden en gång för alla fastslagen?   Om så är fallet kan det ju tänkas vara möjligt att förutsäga den. Händelser som uppenbarligen inte står i något direkt orsakssamband borde i så fall ändå kunna sammanfalla ständigt till följd av inbyggda mönster eller medveten konstruktion.   Detta skulle i sin tur kunna förklara varför ett blixtnedslag skulle kunna sättas i samband med exempelvis ett stundande inbördeskrig.   Å andra sidan finns möjligheten att framtiden inte bara förutses av tecknen utan i själva verket orsakas av dem, en tanke som definitivt förekom hos romarna. Tron på detta fenomen leder till en mängd olika försök att påverka framtiden genom att manipulera tecknen i ett vitt spektrum av sammanhang. I ena ändan av detta spektrum finns de folkliga ritualerna för begravning av blixtar på nedslagsplatsen för att därigenom avvärja de omstörtande händelser de förebådade. I andra änden har vi den alternativa tolkningen av de romerska politikernas manipulationer med tecknen, inte som propaganda utan som en närmast magisk handling. Denna tolkning av tecknen som en metod att manipulera framtiden var enligt Dumezil den ursprungliga även om det i detta fall som så många andra råder delade meningear.
Etruskerna däremot trodde uppenbarligen på ödet. I själva verket tycks det ha varit hänfallna åt en djup fatalism; de hävdade att varje människas liv redan från början var utmätt och att det var meningslöst att kämpa mot ödet. De hade även en egen ödesgudinna - Vanth - som till skillnad från sina grekisk-romerska motsvarigheter symboliserade ödets oövervinnerlighet. Inte bara människors liv var utmätta utan även civilisationers. Etruskerna delade in tiden i saecula som trots ordets senare användning inte nödvändigtvis var hundra år långa. Ett saeculums slut signalerades i stället av gudomliga tecken som kunde tolkas av haruspices. Den etruskiska civilisationen hade tio utmätta saecula varav det sista tog sin början vid de massiva tecken som visade sig kring Caesars död. Sitt slut fick det vid kejsar Claudius död. Under Claudius var etruskerna sedan länge absorberade av romarna men deras religion fick vid denna tidpunkt sin sista uppblomning. Efter denna tidpunkt var de däremot i det närmaste helt bortbleknade även om den sista resten av deras språk överlevde fram till Italiens kristnande. Givetvis påverkades romarna av etruskernas ödestro: man behöver endast se på sådana exempel som de tolv korparna för att inse detta. Ytterligare stöd fick tanken på ödet av att grekiska filosofiskolor, som till exempel den stoiska, började få inflytande i Rom under senrepubliken. Frågan om hur spådomskonsterna kunde fungera var emellertid en öppen diskussion vid denna tidpunkt, liksom för övrigt frågan om huruvida de alls fungerade.
Spådomskonsten förbjöds under förföljelser av hedningar i romarriket.